# 汪進
汪進（1437年—？），字希顏，直隸徽州府婺源縣人，明朝政治人物。進士出身。

## 生平
應天府鄉試第十名。天順八年（1464年）甲申科會試第一百九十二名，殿試登進士第三甲第一百二十八名。

## 家族
曾祖汪用晦。祖父汪為正。父亲汪棻。